# Богомазы (Николаевская область)
Богомазы (укр. Богомази) — село в Новобугском районе Николаевской области Украины.
Население по переписи 2001 года составляло 184 человек. Почтовый индекс — 55645. Телефонный код — 5151. Занимает площадь 0,66 км².

## Местный совет
55644, Николаевская обл., Новобугский р-н, с. Шевченково, ул. Ленина, 2, тел. 9-45-72; 9-45-16